# Stanovice, Karlovy Vary
Stanovice là một làng thuộc huyện Karlovy Vary, vùng Karlovarský, Cộng hòa Séc.